# رامون إيريارت (لاعب كرة قدم)
رامون إيريارت (بالإسبانية: Ramón Iriarte) هو لاعب كرة قدم فنزويلي، ولد في 12 يناير 1948 في كاراكاس في فنزويلا. لعب مع ديبورتيفو غاليسيا.